# Kostrena
Gmina Kostrena (chorw. Općina Kostrena) – miejscowość i gmina w Chorwacji, w żupanii primorsko-gorskiej. W 2011 roku liczyła 4180 mieszkańców.